# مامورو ۴۶۱۳
سیارک ۴۶۱۳ (به انگلیسی: 4613 Mamoru، نامگذاری:1990OM) چهار هزار و ششصد و سیزدهمین سیارک کشف شده‌است که در ۲۲ ژوئیه ۱۹۹۰ کشف شد.
قدر مطلق سیارک برابر ۱۱٫۸۰ است.